# 天主教洛斯特克斯教區
天主教洛斯特克斯教區（拉丁語：Dioecesis Tequinensis）是委內瑞拉一個羅馬天主教教區，屬加拉加斯總教區。
教區成立於1965年7月23日，包括米蘭達州一部。2004年有教友1,100,000人（佔轄區總人口84.6%）、卅二個堂區、六十名司鐸。現任教區主教為弗雷迪·赫蘇斯·富恩馬約·蘇亞雷斯。